# Due donne e un assassino
Due donne e un assassino (In the Spirit) è un film statunitense del 1990 diretto da Sandra Seacat.